# Шелсбург (Ајова)
Шелсбург (енгл. Shellsburg) град је у америчкој савезној држави Ајова. По попису становништва из 2010. у њему је живело 983 становника.

## Демографија
Према попису становништва из 2010. у граду је живело 983 становника, што је 45 (4,8%) становника више него 2000. године.
| Група             | 2000.       | 2010.       |
| Белци             | 925 (98,6%) | 947 (96,3%) |
| Афроамериканци    | 0 (0,0%)    | 7 (0,7%)    |
| Азијати           | 3 (0,3%)    | 1 (0,1%)    |
| Хиспаноамериканци | 4 (0,4%)    | 5 (0,5%)    |
| Укупно            | 938         | 983         |